# Melixanthus jordanicus
Melixanthus jordanicus es una especie de insecto coleóptero de la familia Chrysomelidae.
Fue descrita científicamente en 1979 por Lopatin.